# Coccoloba rugosa
Coccoloba rugosa är en slideväxtart som beskrevs av René Louiche Desfontaines. Coccoloba rugosa ingår i släktet Coccoloba och familjen slideväxter. IUCN kategoriserar arten globalt som starkt hotad. Inga underarter finns listade i Catalogue of Life.